# Haag (Neder-Oostenrijk)
Haag is een gemeente in de Oostenrijkse deelstaat Neder-Oostenrijk, gelegen in het district Amstetten (AM). De gemeente heeft ongeveer 5200 inwoners.

## Geografie
Haag heeft een oppervlakte van 54,77 km². Het ligt in het centrum van het land, iets ten noorden van het geografisch middelpunt.

## Galerij

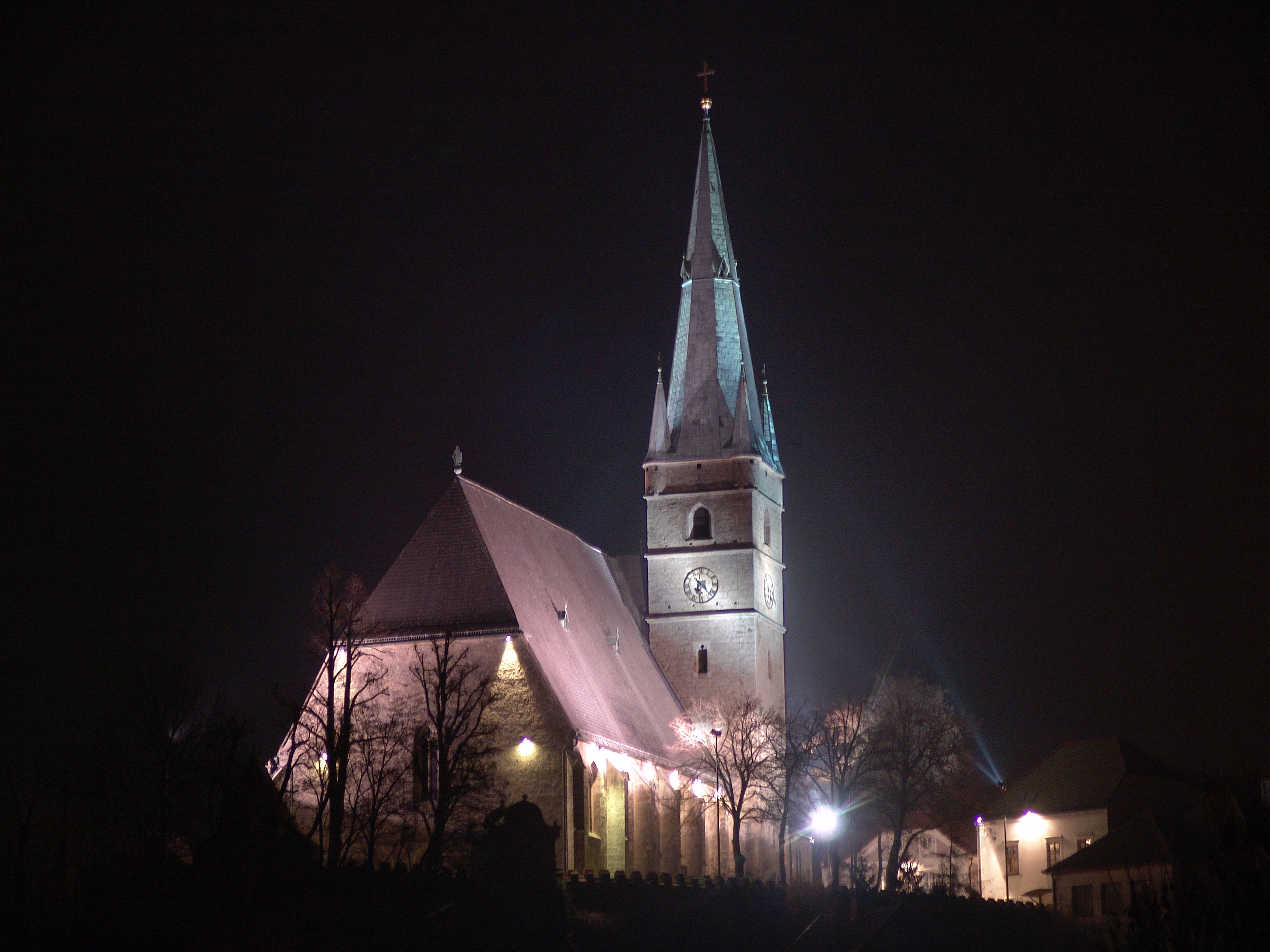
Kerk bij nacht
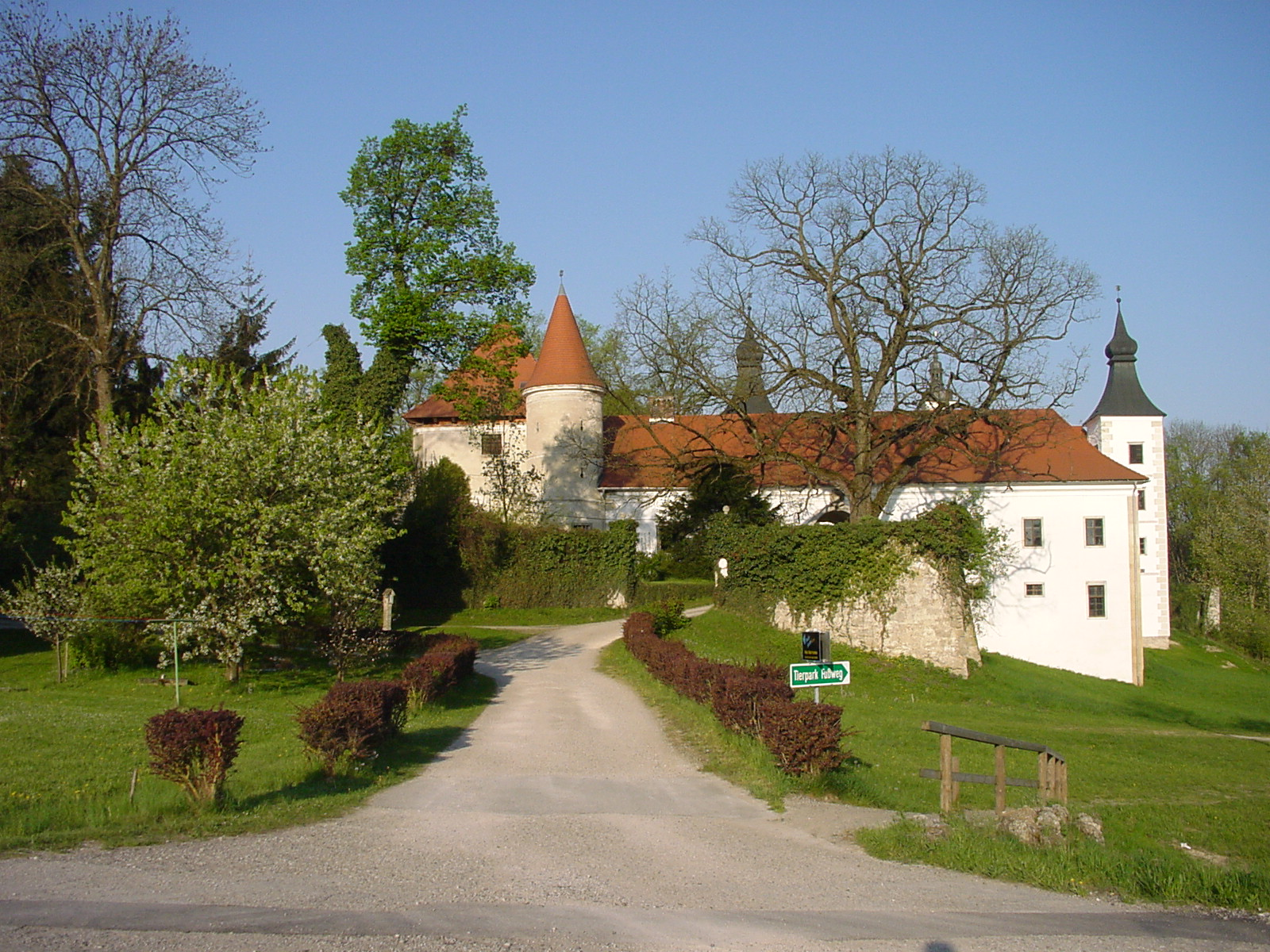
Slot Salaberg
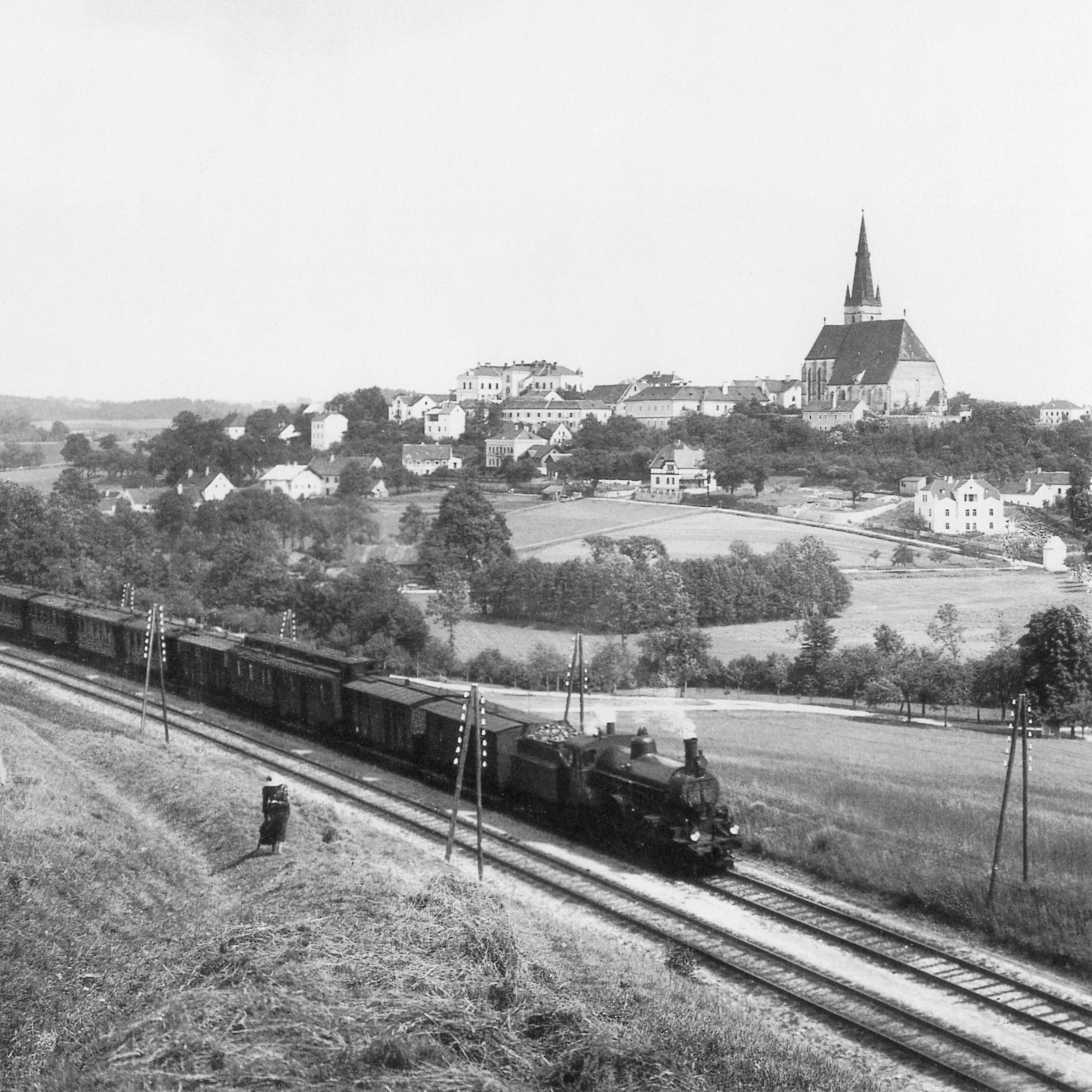
Haag rond 1900
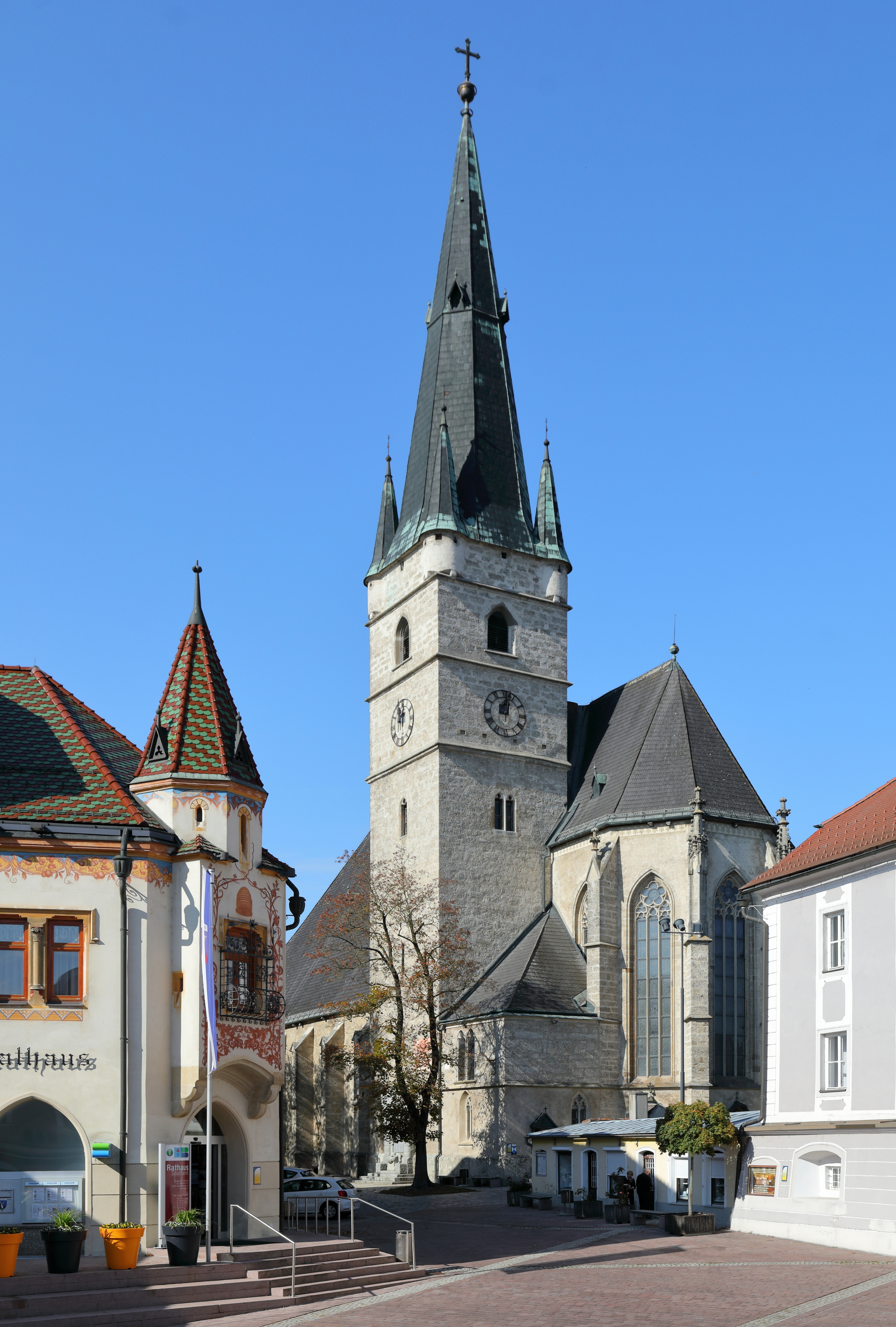
Kerk

Allhartsberg · Amstetten · Ardagger · Aschbach-Markt · Behamberg · Biberbach · Ennsdorf · Ernsthofen · Ertl · Euratsfeld · Ferschnitz · Haag · Haidershofen · Hollenstein an der Ybbs · Kematen an der Ybbs · Neuhofen an der Ybbs · Neustadtl an der Donau · Oed-Öhling · Opponitz · Seitenstetten · Sonntagberg · Sankt Georgen am Reith · Sankt Georgen am Ybbsfelde · Sankt Pantaleon-Erla · St. Peter in der Au · St. Valentin · Strengberg · Viehdorf · Wallsee-Sindelburg · Weistrach · Winklarn · Wolfsbach · Ybbsitz · Zeillern
- Gemeinsame Normdatei: 4089105-7
- Nationale Bibliotheek van Israël: 987007552643205171
- Virtual International Authority File: 141877337